# Институт за педагошка истраживања
Институт за педагошка истраживања (скраћено ИПИ) је прва самостална научноистраживачка установа у Србији која проучава процес васпитања и образовања. Налази се у улици Добрињска 11/III у Београду.

## Историјат

### Оснивање
Институт за педагошка истраживања је основан 1959. године када је Извршно веће Народне скупштине Народне Републике Србије донело Уредбу о оснивању. Статус научне установе имају од 1961. када је донета Уредба Извршног већа Социјалистичке Републике Србије. У првој деценији рада Институт за педагошка истраживања је преводио најзначајнија дела из области методологије, организовао семинаре из педагошке статистике у циљу ефикаснијег оспособљавања кадрова за научноистраживачки рад и започео рад на издавању публикација стручног карактера и популаризације науке. Године 1967. је израђен Педагошки речник у два тома који обухвата 5500 појмова и у његовој изради је учествовало сто осамдесет и пет сарадника. У том периоду су рађене студије о школским системима, уџбеницима и наставним програмима школских предмета. Започето је оснивање статистичког одељења на коме се радила стандардизација тестова и статистичка обрада резултата из емпиријских истраживања. Издавали су прве приручнике из статистике педагошких и психолошких истраживања у Србији. Преводили су и дела из области развојне психологије што је омогућило стварање основне литературе за научнике педагошког усмерења. Програмски садржаји су били претежно усмерени ка проблемима наставе, а емпиријски оријентисана истраживања Института су представљала почетак конституисања емпиријске методологије педагошких истраживања у Србији.

### Седамдесете – осамдесете године
Седамдесете године су биле прекретница у програмској оријентацији Института. У радовима је доминирало више варијанти когнитивистичког приступа феноменолошке и објективистичке оријентације – Жан Пијаже, Лоренс Колберг, Џером Симор Брунер, Лав Виготски и други. Веома значајна промена је била проширивање програмског садржаја темама из области васпитања, поред истраживања образовних проблема у настави. Такође, истраживања су обухватила и ступњеве образовно–васпитног рада који до тада нису били заступљени: предшколско и високошколско образовање и васпитање. Од тада студије теоријског или теоријско–емпиријског карактера обрађују скоро све проблеме који се тичу суштинских питања васпитања и образовања. Ангажовали су 1975—1980. стручњаке различитих профила, поред педагога и психолога и лингвисте, социологе, стручњаке из области природних наука и друге са циљем комплетније обраде широких тема обухваћене програмом.
У осамдесетим годинама се Институт за педагошка истраживања афирмисао у друштвеном и научном подручју. Истраживачки програм је проширен фундаменталним и развојним педагошким темама са циљем да се теоријско–методолошка оријентација ослободи класичног експерименталног маниризма, емпиризма и позитивизма. Поред тога, истраживања су била усмерена на проналажење нових путева транспоновања фундаменталних и других истраживачких резултата у школску праксу. У овом периоду се нарочито развила међународна сарадња путем које се Институт укључио у светски научноистраживачки информациони систем.

### Деведесете године – данас
Од деведесетих година је научноистраживачки програм усмерен ка реализацији пројекта Васпитање, образовање и школа у савременом друштву. Крајњи циљ је био проналажење теоријско–методолошких основа или принципа који би омогућили израду школских модела како би васпитање и образовање у виду јединственог процеса допринели развијању целовите личности ученика. У оквиру пројекта су проучаване три главне области – друштвено и морално васпитање, настава и учење и теорија и методологија васпитања и образовања.
Од 2001. до 2005. године су реализовали пројекат Васпитање и образовање за изазове демократског друштва чији су предмет истраживања биле промене васпитно–образовног система, његова модернизација и усклађивање школског система са системима развијених земаља. Од 2006. до 2010. су реализовали пројекат Образовање за друштво знања, а од 2011. до 2019. пројекте Од подстицања иницијативе, сарадње и стваралаштва у образовању до нових улога и идентитета у друштву и Унапређивање квалитета и доступности образовања у процесима модернизације Србије, у финансирању Министарства просвете, науке и технолошког развоја Републике Србије.
На 55. јубилеју Института за педагошка истраживања је приказан промотивни филм о Институту, представљен је Зборник Института за педагошка истраживања и промовисане су књиге „Учење: зашто и како – приступи у проучавању чинилаца који делују на учење” Снежане Мирков и „Образовање у токовима друштва знања” Зоране Аврамовића. Свечаност поводом обележавања шездесет година постојања и рада Института за педагошка истраживања је одржана 6. децембра 2019. у Клубу посланика у Београду.

## Рад

### Издаваштво
Од 1959. године ради библиотека Института која је уписана у Регистар библиотека Србије 1997. Фонд библиотеке чини око 6700 домаћих и страних монографија и часописа, речника и енциклопедија. Библиотека је на располагању запосленима у Институту, спољним сарадницима, студентима и просветним радницима и остварује сарадњу са Народном библиотеком Србије, Универзитетском библиотеком „Светозар Марковић” и бројним институтским и високошколским библиотекама. Издавачка делатност Института за педагошка истраживања је усмерена у три праваца: библиотека „Истраживачки радови”, библиотека „Педагошка теорија и пракса” и Зборник Института за педагошка истраживања. До сада су објавили око двеста двадесет публикација међу којима се налазе научне монографије, студије случајева и специјализоване публикације посвећене питањима која су била предмет научних скупова, округлих столова и симпозијума.

### Пројекти
Неки од пројеката Института за педагошка истраживања су Васпитање и образовање за изазове демократског друштва 2001—2005, Образовање за друштво знања 2006—2010, Представе о образовним променама у Србији: рефлексије о прошлости, визије будућности (ПОПС 1 и 2) 2010—2012, Коменијус пројекат 2013—2017, Темпус пројекат 2013—2017, Унапређивање квалитета и доступности образовања у процесима модернизације Србије 2011—2019, Од подстицања иницијативе, сарадње и стваралаштва у образовању до нових улога и идентитета у друштву и други.
Били су реализатори међународног истраживања постигнућа ученика основне школе у области математике и природних наука – TIMSS 2003, 2007, 2011, 2015. и 2019. и међународног истраживања образовних постигнућа ученика трећег разреда у области математичке и читалачке писмености – LaNA 2019. У партнерству са Заводом за вредновање квалитета образовања и васпитања су учествовали у реализацији међународног истраживања развоја читалачке писмености – PIRLS 2021.
Од 17. јануара 2022. учествују у реализацији пројекта The PEER model of collaborative problem solving: Developing young people’s capacities for constructive interaction and teamwork (Сарадњом до решења: PEER модел оснаживања младих за конструктивни дијалог и тимски рад), под акронимом PEERSolvers у оквиру програма „Идеје” који финансира Фонд за науку Републике Србије. Носиоци су пројекта EnvironmentaL Identity of Primary School Students in Serbia (Еколошки идентитет ученика основне школе у Србији), под акронимом ELIPS у оквиру програма „Идентитети” који финансира Фонд за науку Републике Србије. Пројекат је почео 15. марта 2023. са циљем да измери ниво еколошке писмености српских ученика и да идентификује карактеристике еколошког идентитета, као и кључне факторе који утичу на његово формирање.

### Скупови
Током свог рада су организовали преко педесет међународних и националних научних конференција. Покренули су два циклуса научних конференција „Педагошка истраживања и школска пракса” и „Инклузија у предшколској установи и основној школи”, циклус симпозијума „Технологија, информатика, образовање” и рад округлих столова.
Циклус научних конференција „Педагошка истраживања и школска пракса”:
- Ка новој школи: педагошка истраживања и школска пракса – 2001.[17]
- Уважавање различитости и образовање – 2003.[18]
- Знање и курикулум – 2003.[19]
- Образовне и васпитне идеје у Србији – 2004.[20]
- Промене у школском раду и квалитет образовања – 2004.[21]
- Демократизација друштва и неговање демократске културе – 2005.[22]
- TIMSS 2003. у Србији – 2006.[23]
- Улога образовања у смањењу последица сиромаштва на децу у земљама у транзицији – 2007.[24]
- Квалитативна истраживања у васпитању и образовању – 2008.[25]
- Квалитет и ефикасност наставе у друштву које учи – 2009.[26]
- Мобилност и одлазак стручњака: лични и друштвени добици и губици – 2010.[27]
- Професионални развој наставника – 2010.[28]
- Васпитање и образовање деце са сметњама у развоју у предшколској установи и школи – 2010.[29]
- Иницијатива, сарадња и стваралаштво у савременом образовању – 2011.[30]
- Инклузија у предшколској установи и основној школи – 2011.[31] и 2012.[32]
- Однос младих према старима и старењу – 2012.[33]
- Инклузија у предшколској установи и основној школи – 2013.[34]
- Иновативни приступи образовању – 2013.[35]
- Инклузија у предшколској установи и основној школи – 2014.[36]
- Изазови савременог образовања: Нове улоге наставника, ученика и родитеља – 2014.[37]
- Инклузија у предшколској установи и основној школи – 2015.[38]
- Унапређивање образовне ефективности основних школа – 2016.[39]
- Инклузивно образовање у функцији позитивног развоја деце – 2016.[40]
- TIMSS 2015: резултати и импликације – 2017.[41]
- Образовне промене у Србији: изазови и перспективе – 2017.[42]
- Улога уџбеника у савременом образовању – 2017.[43]
- Квалитативна истраживања у друштвеним наукама: од личног искуства до социјалних пракси – 2018.[44]
- Образовање у функцији модернизације друштва – 2019.[45]
- Мотивација у образовању: између теорије и праксе – 2020.[46]
- Квалитативна истраживања кроз дисциплине и контексте: осмишљавање сличности и разлика – 2021.[47]
- TIMSS 2019: резултати и импликације – 2021.[48]
- Образовање у основној школи у време пандемије – 2021.[49]
- Самореализација личности у епохи дигитализације: глобални изазови и могућности – 2022.[50]
- Стање, проблеми и потребе савремене образовне заједнице – 2022.[51]
- Образовање у време пандемије COVID-19: искуства и поуке – 2023.[52]
- PIRLS 2021: Резултати и импликације – 2023.[53]
- На путу ка праведнијем образовању: од истраживања до промене – 2023.[54]
- ICCS 2022: Резултати и импликације – 2024.[55]

## Запослени
Институт за педагошка истраживања чини мултидисциплинарни истраживачки тим стручњака различитих профила – педагога, психолога, андрагога, дефектолога, социолога, филолога, методичара наставе математике и информатике:
- Научни саветници:
  - Емилија Лазаревић
  - Mиља Вујачић
- Виши научни сарадници:
  - Николета Гутвајн
  - Ивана Ђерић
  - Душица Малинић
  - Милица Марушић Јаблановић
  - Јелена Стевановић
  - Владимир Џиновић
  - Славица Шевкушић
- Научни сарадници:
  - Рајка Ђевић
  - Смиљана Јошић
  - Марина Ковачевић Лепојевић
  - Наташа Лалић Вучетић
  - Данијела Љубојевић
  - Драгана Гундоган
  - Снежана Мирков
  - Младен Радуловић
  - Јелена Станишић
  - Нада Шева
- Истраживачи–сарадници:
  - Ана Радановић
  - Јелена Медар Златковић
  - Јелена Стојковић
  - Марија Трајковић
  - Марија Ратковић
- Истраживачи–приправници:
  - Исидора Мицић
  - Ана Дробац